# Dedicato a noi
Dedicato a noi è il quattordicesimo album in studio del cantante italiano Luciano Ligabue, pubblicato il 22 settembre 2023 dalla Warner Music Italy.

## Descrizione
Il progetto si compone di undici brani, scritti e prodotti dallo stesso Ligabue con Fabrizio Barbacci e Niccolò Bossini. In un'intervista rilasciata a Rolling Stone Italia, Ligabue ha raccontato il processo creativo e la differente declinazione del termine «noi» assunto nell'album:

## Accoglienza
| Recensione | Giudizio |
| ---------- | -------- |
| Newsic     | 7/10     |
| Rockol     | 6,5/10   |

Stefano Gradi di TV Sorrisi e Canzoni scrive che nel progetto «si ritrovano tutte le anime di Luciano», da quella «malinconica», riscontrata in La parola amore a quella «romantica» in La metà della mela. Il giornalista sottolinea che l'artista «non dimentica la vena politica e polemica» trattando temi legati alla «crisi climatica, migrazioni, guerre, disuguaglianza sociale», anche se l'ultima traccia, Riderai, sia «un invito alla speranza nel futuro». Anche Andrea Conti per Il Fatto Quotidiano definisce Dedicato a noi «il più dritto e rivoluzionario» del cantante, in grado di racchiudere «riflessioni importanti» su temi sociali, politici e ambientali. Gianni Poglio di Panorama definisce il progetto «dal suono solido compatto e caldo», ritenendolo tra i migliori della carriera del cantante, «sospeso tra presente e memoria, nel tentativo di ridare un senso al "noi" di un tempo  popolato da troppi "io"».
Claudio Cambona, recensendo l'album per Rockol, resta meno colpito dal progetto, scrivendo che «non aggiunge nulla alla carriera» poiché si tratta di un disco «che vuole raccontare tanto, ma non tutto è realmente significativo». Cabona riporta che il disco musicalmente «alterna pezzi energici, con le chitarre che tornano protagoniste, ad altri più raccolti e ad alcune ballate»; un disco «di storie, di società e contemporaneo in cui l’accettazione, anche dei propri limiti, è uno dei grandi fili rossi che legano le canzoni».

## Tracce
Testi e musiche di Luciano Ligabue.
1. Così come sei – 3:19
2. La parola "amore" – 3:57
3. La metà della mela – 3:18
4. Dedicato a noi – 3:57
5. Musica e parole – 3:07
6. Una canzone senza tempo – 3:56
7. Quel tanto che basta – 3:38
8. Niente piano B – 2:59
9. Chissà se Dio si sente solo – 3:42
10. Stanotte più che mai – 3:58
11. Riderai – 4:13

## Formazione
Hanno partecipato alle registrazioni:
- Luciano Ligabue - voce, chitarre, tastiere
- Lenny Ligabue - batteria, cori
- Niccolò Bossini - chitarre, basso, cori
- Guglielmo Ridolfo Gagliano - basso, tastiere, pianoforte, cori
- Fabrizio Barbacci - chitarra acustica, cori
- Paolo Alberta - percussioni
- Max Cottafavi - chitarre (1, 2, 5, 6, 10)
- Federico Poggipollini - chitarre (3, 8)
- Luciano Luisi - pianoforte (3, 4, 5, 7, 9, 10, 11), tastiere (9), cori (4)

## Classifiche

### Classifiche settimanali
| Classifica (2023) | Posizione massima |
| ----------------- | ----------------- |
| Italia            | 1                 |
| Svizzera          | 21                |

### Classifiche di fine anno
| Classifica (2023) | Posizione |
| ----------------- | --------- |
| Italia            | 65        |